# Golf Channel (Česko)
Golf Channel (Česko) (v licenci uvedený název Golf Channel CS i Golf Channel C&S, resp. Golf Channel Czech & Slovak) je česká verze amerického placeného sportovního kabelového a satelitního televizního kanálu, jež je úzce profilován na tematiku golfu. Stanice vysílá nepřetržitě 24 hodin denně většinou v českém jazyce, zbytek zůstává v angličtině. Programová skladba je tvořená živými přenosy z golfových turné, dokumenty o golfu a slavných golfových hráčích, pořadů typu talk show se slavnými golfisty a golfovým zpravodajstvím s aktuálními výsledky. Pro rekreační golfisty vysílá také instruktážní videa a školu golfu. Podle licenčních podmínek může Golf Channel CS odvysílat také teleshopping propagující firmy působící v golfovém prostředí.

## Historie

### 2007 – 2009
V České republice a na Slovensku je největší penetrace golfových hřišť ve střední a východní Evropě a obliba golfu se zvětšuje.
Dne 28. srpna 2007 byla Radou pro rozhlasové a televizní vysílání vydána licence pro provozování vysílání Golf Channelu CS prostřednictvím sítě Telefónica O2 Czech Republic. Podle licence je program tvořen šesti hodinovou smyčkou vysílanou 24 hodin denně, která je složená z převzatých bloků americké verze Golf Channel, provozovatele TGC, Inc. sídlícího v Orlandu v USA, přepracovaných do české verze. Smyčku tvořilo 50 % premiér a 50 % repríz z předchozího dne. Jednalo se o půlhodinové bloky golfového zpravodajství, aktuálního sestřihu a teleshoppingu, dále hodinové bloky rozhovorů, profily hráčů, pořady o historii golfu, historických turnajů a zápasů a jeden devadesátiminutový pořad o lekcích golfů – golfové akademie.
Kabelové vysílání české verze Golf Channelu pro Českou republiku a Slovensko bylo zahájeno v roce 2008. Zpočátku bylo vysílání výhradně v angličtině, postupně se však začalo s lokalizací do češtiny.

### 2010 – 2014
Prvním česky komentovaným přímým přenosem byl 9. září 2010 golfový turnaj KLM Open v nizozemském Hilversumu. Dne 15. září 2010 Golf Channel CS poprvé odvysílal přímý přenos.
V téže roce bylo Radou odsouhlasena úprava programové struktury.
Ke konci roku 2010 bylo spuštěno zkušební vysílání distribučního signálu přes satelit Astra 3B v multiplexu Skylink, které bylo dostupné všem divákům bez ohledu na to, zda mají předplacený jakýkoliv balíček. Ostré vysílání bylo zahájeno 17. ledna 2011, čímž byl Golf Channel CS zařazen do balíčků Multi, Multi HD a Komplet.
Dne 29. listopadu 2011 schválila Rada pro rozhlasové a televizní vysílání žádost provozovatele na změnu názvu kanálu z dosavadního Golf Channel CS na Golf Channel.
K dalšímu rozšíření partnerství na deset let, tentokrát s organizací LPGA, sdružující profesionální golfistky, došlo v roce 2010. To umožní odvysílat Premier Women's Professional Golf Tour a získali výhradní práva k Solheim Cupu. V téže roce se Golf Channel stává součástí portfolia skupiny Comcast, jehož součástí jsou televizní stanice E!, Style Network, PBS Kids Sprout a další. Po tomto spojení došlo k výraznému zvýšení podílu sledovanosti americké verze.
V roce 2011 došlo ke sloučení skupiny Comcast s americkým konglomerátem NBCUniversal, čímž se Golf Channel stal součástí NBC Sports Group, které se podařilo rozšířit multiplatformní partnerství s PGA of America a stal se výhradním partnerem vysílání Ryder Cupu v USA až do roku 2030.
Výčet států, ve kterých může Golf Channel CS vysílat byl v roce 2013 rozšířen o Německo, Rakousko a Velkou Británii. Radou bylo také schváleno snížení podílu povinné evropské tvorby, neboť většina vhodných tematických pořadů jsou vyráběny v zámoří.
Ve stejném roce bylo také zahájeno vysílání ve vysokém rozlišení.
Dne 1. dubna 2014 bylo oznámeno spuštění duálního vysílání. Druhá originální zvuková stopa v angličtině je dostupná také na satelitní platformě Skylink.
Golf Channel v roce 2014 expandoval také na polský trh, kde vysílá s českou licencí prozatím v anglickém jazyce a je šířen prostřednictvím kabelové televize EchoStar Studio v Poznani.
V květnu 2014 stanice změnila logo, kde původní vzhled s písmenem G v kolečku byl nahrazen logem NBC a tučným slovem GOLF.
Ve stejném roce došlo také k modernizaci webových stránek, při které se myslelo jak na responzivitu webu, tak také na aktuálnost obsahu. Od roku 2014 jsou na webu uváděny novinky a aktuální výsledky z golfových turnajů.

### 2015 – současnost
Golf Channel CS je od 1. července 2015 šířený také ve slovenské digitální satelitní platformě DIGI Slovakia a od 1. října 2015 i v nabídce české Digi TV.
V satelitní platformě DIGI Slovakia došlo 1. dubna 2016 k přesunu programu Golf Channel CS z balíčku Extra do základní nabídky Štandard, čímž se program stal dostupný většímu množství diváků.
Mezi léty 2016 a 2018 Golf Channel CS poprvé nabídla vysílání U.S. Open (golf), nadále bude pokračovat vysílání Ryder Cup a v roce 2017 také The Presidents Cup.

## Sledovanost
Podle ATS byla v roce 2016 zaznamenána týdenní sledovanost okolo 150 000 diváků. Jednalo se zejména o dobře situované muže ve věku 35-44 let a průměrná délka sledování činila 4,5 hodiny.

## TV pořady

### Golfové soutěže
- Ryder Cup je nejsledovanější golfová týmová soutěž na světě, ve které bojuje o vítězství Evropa se Spojenými státy.
- PGA Tour a FedExCup jsou nejprestižnějším okruhem mužského golfu v zámoří, kde hráči bojují o prémii 10 milionů amerických dolarů. Každý rok je zakončen čtyřmi díly Play Off.
- Presidents Cup – Výběr světa bez hráčů Evropy s USA
- World Golf Championship jsou po majorech nejprestižnější golfové turnaje mužského golfu.
- European Tour – Nejlepší golfisté z Evropy se v závěrečném turnaji představí v katarském Dubaji.

### Zpravodajství a analýzy
- Denní zpravodajství – Aktuální informace ze světa golfu v rámci relace Golf Central.
- Morning Drive

### Pro rekreační golfisty
- Tréninkové lekce (Playing Lessons) – Lekce amerických trenérů pro začínající golfisty.
- Golf Channel Academy
- PGA Tour Champions Learning Center
- Škola golfu (School Of Golf)
- The Golf Fix

### Ostatní pořady
- Feherty – Talk show uváděná Davidem Fehertym.
- Golf's Greatest Rounds
- The Big Break

## Komentátoři
- 2012 – Pavel Poulíček, Vít Koďousek (od 2010), Milan Šterba, Jiří Nikodým (od 2010).[20]
- 2015 – Pavel Poulíček, Vít Koďousek, Milan Šterba, Mike Hrubý, Dominik Kárník, Jan Mergl.[21]
- 2016 – Vít Koďousek, Milan Šterba, Mike Hrubý, Dominik Kárník.[22]

## Mezinárodní verze
- Golf Channel
- Golf Channel France
- Golf Channel Japan
- Golf Channel Latin America
- Golf Channel UK
- Golf Channel Taiwan
- Golf Channel Thailand

## Dostupnost

### Satelitní vysílání
| Družice           | Frekvence (GHz), SR, FEC | Kódování                             | Vysílací čas (SEČ) | Poznámka |
| ----------------- | ------------------------ | ------------------------------------ | ------------------ | -------- |
| Astra 3B (23.5°E) | 11.798/H, 29500, 3/4     | Cryptoworks, Irdeto 2, Viaccess 5.0. | 24 hodin           |          |
| Thor 6 (0.8°W)    | 12.380/V, 28000, 5/6     | Conax, Nagravision 3.                | 24 hodin           |          |

### Kabelové sítě
Golf Channel je dostupný v mnoha kabelových sítích v České republice, na Slovensku a v síti Echostar Studio v Polsku. Bližší informace jsou uvedeny v infoboxu.

## Kritika
Analýza Rady pro rozhlasové a televizní vysílání ze dne 14. března 2009 u kontinuálního úseku odhalila porušení licenčních podmínek, kdy Golf Channel CS odvysílal pořady v anglickém jazyce, dle licence měl tyto převzaté pořady přepracovat do češtiny. Rada stanovila lhůtu k nápravě.
Další prohřešek se týkal opakovaného přerušování pořadů reklamou, jejíž plánovaná délka byla kratší, než 30 minut a odstupy mezi jednotlivými přerušeními byly kratší než 20 minut. Jednalo se o pořady Playing Lessons – Chi Chi Rodriguez odvysílaný dne 13. března 2009 v 19:50 hodin a pořad Playing Lessons – David Feherty, odvysílaný 14. března 2009 v 8:15 hodin. Provozovateli bylo zasláno upozornění.
Podle analýzy provedené českou Radou pro rozhlasové a televizní vysílání se stanici podařilo naplnit požadavek na zastoupení evropské tvorby nezávislých producentů z 10%. V roce 2012 byla evropská tvorba nezávislých producentů zastoupená pouze z 0,075 %. Rada informovala provozovatele a sjednala lhůtu k nápravě do konce roku 2013. V roce 2013 bylo Radou odsouhlaseno snížení podílu evropské tvorby na 5 %, z důvodu nedostatků tematicky vhodných pořadů vyrobených na evropském kontinentu.
Zároveň se v roce 2012 nepodařilo naplnit nadpoloviční podíl evropské tvorby, ta byla zastoupená pouze z 12,6 % a proto bylo s provozovatelem zahájeno správní řízení. V roce 2013 bylo Radou odsouhlaseno snížení podílu evropské tvorby na 5 %, z důvodu nedostatků tematicky vhodných pořadů vyrobených na evropském kontinentu.
Slovenská Rada pro vysílání a retransmisi (Rada pre vysielanie a retransmisiu) zahájila v roce 2015 správní řízení se společností Slovak Telekom ve věci možného nelegálního šíření programu Golf Channel CS.